# Церква Різдва святого Івана Хрестителя (Митниця)
Церква Різдва святого Івана Хрестителя в Митниці — парафія і храм греко-католицької громади Підволочиського деканату Тернопільсько-Зборівської архієпархії Української греко-католицької церкви в селі Митниця Тернопільського району Тернопільської области.

## Історія церкви
До 1991 року в селі не було власної церкви, і віряни відвідували храми в сусідніх селах Магдалівка, Сороцьке, Скалат або Козівка. Спочатку парафіяни належали до УГКЦ, але після 1946 року ситуація змінилася. У 1991 році громада відновила свою приналежність до УГКЦ.
За ініціативи голови парафіяльної ради Тимофія Барановського та за значної фінансової підтримки колгоспу ім. Богдана Хмельницького, який очолював Іван Кімен, розпочалося будівництво церкви. Наріжний камінь освятив о. Михайло Романів, який також освятив хрест під кладовище. Храм збудували у 1995 році та освятив його о. Григорій Планчак.
У 1996 році на парафії відбулася місія отців Редемптористів. На честь 10-ї річниці цієї події у 2006 році на території парафії була збудована капличка з фігурою Непорочного Зачаття Пресвятої Богородиці. У 2002 році з візитацією на парафії побував о. митрат Василій Семенюк. При парафії діють братство Матері Божої Неустанної Помочі та Вівтарна дружина.

## Парохи
- о. Михайло Романів (1991—1994),
- о. Ілля Довгошия,
- оо. Студити,
- о. Михайло Полівчук (2000—2002),
- о. Андрій Луковський (з 2002).